# Llista de videojocs de Konami
Aquest article és una llista de videojocs creats o llançats per Konami.

## 3DO
- 1995
  - Policenauts Pilot Disk
  - Policenauts

## Amiga
- 1990
  - Castlevania
  - Super C
- 1991
  - Predator 2
- 1992
  - Plan 9 from Outer Space
- 1993
  - Frontier: Elite 2
  - Hank Williams: Porn Adventure

## Arcade
- 1978
  - Block Game
- 1980
  - The End
- 1981
  - Scramble (llançat per Stern)
  - Frogger (llançat per Sega)
  - Video Hustler
  - Ultra Dome
  - Super Cobra
  - Jungler
  - Turban
  - Strategy X
  - Tactician
  - Space War
  - Turtles (llançat per Stern)
  - Amidar (llançat per Stern)
- 1982
  - Pooyan (llançat per Stern)
  - Time Pilot (llançat per Centuri)
  - Tutankham (llançat per Stern)
  - Roc'n Rope
  - Locomotion
- 1983
  - Track & Field (Hyper Olympic a fora de l'Amèrica del Nord)
  - Gyruss (llançat per Centuri)
  - Sparky
  - Mega Zone
  - Juno First (només versió recreativa)
- 1984
  - Time Pilot '84
  - Road Fighter
  - Super Basketball
  - Mikie
  - Pandora's Palace
  - Circus Charlie (llançat per Centuri)
  - Hyper Sports (Hyper Olympic '84 al Japó)
- 1985
  - Yie Ar Kung Fu
  - Rush'n Attack (Green Beret al Japó i Europa)
  - Twinbee
  - Gradius / Nemesis (versió original recreativa)
  - Shaolin's Road (Kicker a Europa)
  - Konami's Ping Pong
  - Hyper Crash
  - Finalizer
- 1986
  - Double Dribble
  - Vs. Gradius (com a Nintendo, "Vs.")
  - Konami GT
  - JailBreak
  - Mr. Goemon (també Mr. Kabuki)
  - Iron Horse
  - Salamander / Life Force (versió dels EUA)
  - Jackal també Top Gunner
  - Rock'n Rage
  - WEC Le Mans
- 1987
  - Contra (Gryzor a Europa)
  - Vs. Castlevania (com a Nintendo "Vs.")
  - Blades of Steel
  - Combat School
  - Battlantis
  - Flak Attack
  - B.A.W.
  - Devil World (no s'ha de confondre amb el joc de Nintendo només al Japó de la Disk System)
  - Fast Lane
  - City Bomber
  - Typhoon
  - Labyrinth Runner
  - Rack 'em Up
  - Boot Camp
  - Dark Adventure
  - MX 5000
  - Life Force (versió japonesa)
- 1988
  - Super Contra
  - Haunted Castle (basat en l'original Castlevania)
  - Checkered Flag
  - Devastators
  - The Main Event
  - The Final Round
  - Ajax
  - Thunder Cross
  - Kitten Kaboodle
  - Hot Chase
  - Gang Busters
  - Konami '88
  - Hyper Sports Special (Japan only)
  - Gradius II (anomenat Vulcan Venture a Europa, tot i que és del Japó)
  - Vs.Top Gun (a Nintendo's "Vs.")
- 1989
  - Teenage Mutant Ninja Turtles
  - Gradius III
  - M.I.A.
  - Crime Fighters
  - S.P.Y.
  - Cue Brick
  - Block Hole
- 1990
  - Aliens
  - Lightning Fighters
  - Punk Shot
  - Over Drive
  - Surprise Attack
  - Parodius Da! (només al Japó)
- 1991
  - Teenage Mutant Ninja Turtles: Turtles in Time
  - The Simpsons
  - Sunset Riders
  - Roller Games
  - Golfing Greats
  - Thunder Cross II
  - Vendetta
  - Detana! Twinbee (només al Japó)
  - Xexex (només al Japó i els EUA)
- 1992
  - X-Men
  - Lethal Enforcers
  - G.I. Joe
  - Bucky O'Hare
  - Asterix
  - Hexion
  - Potrio
- 1993
  - Run'n Gun
  - Martial Champions
  - Wild West C.O.W Boys of Moo Mesa
  - Metamorphic Force
  - Mystic Warrior
  - Violent Storm
  - Polynet Commander
  - Gaiapolis (només al Japó)
  - Dadandan (només al Japó)
- 1994
  - Brain Busters
  - Monster Maulers
  - Racing Force
  - Funky Monkey
  - Konami Open Golf Championship
  - Fantastic Journey
  - Lethal Enforcers II: Gunfighters
- 1995
  - Midnight Run: Road Fighter 2
  - Crypt Killer
  - Speed King (només al Japó)
  - Winding Heat
- 1996
  - Hyper Athlete
  - Wave Shark
  - Winding Heat
  - GTI Club
- 1997
  - beatmania
  - Racing Jam
- 1998
  - Dance Dance Revolution
  - Dance Dance Revolution 2ndMIX
  - Fisherman's Bait Kit
  - Hip Hop Mania
  - Nagano Winter Olympics '98
  - Total Vice
  - Teraburst
  - Racing Jam
  - Fighting Bujustu
  - Rushing Heroes Football
  - Thrill Drive,
- 1999
  - Dance Dance Revolution 3rdMIX
  - Dance Dance Revolution 3rdMIX (edició anglesa de l'Àsia)
  - Dance Dance Revolution 3rdMIX (primera edició coreana)
  - Dance Dance Revolution 3rdMIX (segona edició coreana)
  - Gradius IV
  - Beatmania IIDX
  - Beatmania IIDX substream
  - Beatmania IIDX 2nd Style
- 2000
  - Dance Maniax (Dance Freaks a Corea)
  - Dance Maniax 2nd Mix
  - Dancing Stage
  - Fatal Judgement
  - Fighting Mania
  - Dance Dance Revolution 4thMIX
  - Dance Dance Revolution 4thMIX (edició anglesa a l'Àsia)
  - Beatmania IIDX 3rd Style
  - Beatmania IIDX 4th Style
- 2001
  - Dance Maniax 2nd Mix Append JParadise
  - Driving Party
  - Jurassic Park III
  - Silent Scope EXtreme
  - Dancing Stage EuroMIX
  - Police 24/7
  - Mocap Boxing
  - Kick & Kick
  - Dance Dance Revolution USA
  - Dance Dance Revolution 5thMIX
  - DDRMAX: Dance Dance Revolution 6thMIX
  - Beatmania IIDX 5th Style
  - Beatmania IIDX 6th Style
- 2002
  - DDRMAX2: Dance Dance Revolution 7thMIX
  - Dance Dance Revolution EXTREME
  - Mocap Golf
  - Poolpocket
  - Perfect Pool
  - Silent Scope Fortune Hunter
  - Beatmania IIDX 7th Style
  - Beatmania IIDX 8th Style
- 2003
  - Dancing Stage EuroMIX 2
  - Warzaid
  - ProEvolution Soccer
  - Thrill Drive 2
  - Beatmania IIDX 9th style
- 2004
  - Beatmania IIDX 10th Style
  - Beatmania IIDX11 RED
- 2005
  - Dancing Stage Fusion
  - Beatmania IIDX12 Happy Sky
- 2006
  - Dancing Stage SuperNOVA
  - Dance Dance Revolution SuperNOVA
  - Beatmania IIDX13 DistorteD
- 2007
  - Beatmania IIDX14 GOLD

## MSX
- 1983
  - Antarctic Adventure
  - Monkey Academy  (també llançat per Philips com a VG 8102)
  - Time Pilot
  - Frogger
  - Super Cobra
  - Konami's Billiards (també conegut com a Video Hustler i també llançat per Sony com a HBS-G008C)
  - Sparkie (llançat per Sony)
  - Juno First (llançat per Sony)
  - Crazy Train (llançat per Sony)
- 1984
  - Athletic Land
  - Konami's Mahjong
  - Hyper Olympic 1 (també conegut com a Track & Field 1 i també llançat per Sony com a HBS-G010C)
  - Hyper Olympic 2 (també conegut com a Track & Field 2 i també llançat per Sony com a HBS-G011C)
  - Circus Charlie (també llançat per Casio coma GPM-105)
  - Magical Tree
  - Comic Bakery
  - Hyper Sports 1
  - Cabbage Patch Kids
  - Hyper Sports 2 (també llançat per Sony com a HBS-G012C)
  - Sky Jaguar
  - Konami's Pinball (mai llançat)
  - Badlands (videojoc de LaserDisc)
- 1985
  - Hyper Rally
  - Konami's Tennis (també llançat per Casio com a GPM-106)
  - Konami's Golf
  - Konami's Baseball
  - Yie-Ar Kung Fu (també llançat per Casio com a GPM-108)
  - King's Valley (també llançat per Casio com a GPM-110)
  - Mopi Ranger (també llançat per Casio com a GPM-111)
  - Pippols
  - Road Fighter (també llançat per Casio com a GPM-116)
  - Konami's Ping Pong
  - Konami's Soccer
  - Hyper Sports 3
  - Game Master
  - Konami's Boxing
  - Yie-Ar Kung Fu 2 (també llançat per Casio com a GPM-121)
  - Pooyan (llançat per Hudson com un BeeCard, que requeria un BeePack)
  - Japanese Word Processor unit
- 1986
  - The Goonies
  - Knightmare (també llançat per Casio com a GPM-122)
  - TwinBee (també llançat per MagaCom com a SN-215 i Casio coma GPM-127)
  - Konami's Synthesizer
  - Gradius (també conegut per Nemesis a Europa)
  - Penguin Adventure
  - Q*Bert
  - Green Beret (l'únic joc de Konami UK)
- 1987
  - The Maze of Galious
  - Gradius 2 (també conegut per Nemesis 2 a Europa)
  - F1 Spirit
  - Shalom
  - The Game Master 2
  - Salamander (també llançat per MagaCom com a SN-906)
- 1988
  - Parodius
  - King's Valley II
  - Gofer no Yabō Episode II (llançat com a Nemesis 3: The Eve of Destruction a Europa)
  - Konami Game Collection 1 (Knightmare, Antarctic Adventure, Yie-Ar Kung Fu, Yie-Ar Kung Fu 2, King's Valley)
  - Konami Game Collection 2 (Boxing, Tennis, Video Hustler, Hyper Olympic 1, Hyper Sports 2)
  - Konami Game Collection 3 (TwinBee, Super Cobra', Sky Jaguar, Time Pilot, Nemesis')
  - Konami Game Collection 4 (Soccer, Ping-Pong, Golf, Hyper Olympic 2, Hyper Sports 3)
- 1989
  - Konami Game Collection Extra

## MSX2
- 1986
  - Akumajō Dracula (anomenat Vampire Killer a Europa)
  - King Kong 2: Ikari's Megaton Punch
- 1987
  - Ganbare Goemon (també conegut per Samurai a Europa)
  - Hino Tori (anomenat Firebird a Europa)
  - Metal Gear
  - Usas
- 1988
  - King's Valley II
  - The Pro Yakyuu: Gekitotsu; Pennant Race
  - Konami's Uranai Sensation
  - Snatcher
  - Break Shot (never released)
- 1989
  - Contra
  - Konami Game Collection Extra (Pippols, Hyper Rally, Road Fighter, Tsururin Kun, Hyper Somen, Title Awase, Go Board)
  - The Pro Yakyuu: Gekitotsu; Pennant Race 2
  - Hai no Majutsushi (també conegut com a Mah-Jong 2)
  - Space Manbow
  - Snatcher
  - Tentochito (mai llançat ni confirmat)
- 1990
  - Metal Gear 2: Solid Snake
  - Quarth
  - SD Snatcher

## MSX2+
- 1988
  - F1 Spirit 3D Special

## PC
- 1988
  - Contra
  - Top Gunner
- 1989
  - Bloodwych
  - Boot Camp
  - Rush'n Attack
  - Teenage Mutant Ninja Turtles
- 1990
  - Bill Elliott's NASCAR Challenge
  - Blades of Steel
  - Castlevania
  - Double Dribble
  - Metal Gear
  - Predator 2
  - Super C
  - Theme Park Mystery
- 1991
  - J.R.R. Tolkien's Riders of Rohan
  - Killing Cloud
  - Mission: Impossible
  - Spacewrecked: 14 Billion Light Years From Earth
  - The Simpsons: Arcade Game
  - The Simpsons: Bart's House of Weirdness
  - Teenage Mutant Hero Turtles: The Coin-Op!
  - Teenage Mutant Ninja Turtles: The Manhattan Missions
- 1992
  - Batman Returns
  - Plan 9 from Outer Space
- 1993
  - Frontier: Elite 2
- 1996
  - Tokimeki Memorial: Forever With You
  - Tokimeki Memorial Taisen: Puzzle Dama
- 1997
  - Gradius Deluxe Pack
- 2000
  - Metal Gear Solid: Integral
  - The Grinch
  - The Mummy
  - Woody Woodpecker Racing
- 2002
  - Dance Dance Revolution
  - ESPN NFL PrimeTime 2002
  - Frogger: The Great Quest
  - Konami Collector's Series: Castlevania & Contra
  - Shadow of Memories
  - Silent Hill 2: Director's Cut
  - Whiteout
- 2003
  - Apocalyptica
  - Bomberman Collection
  - Casino, Inc.
  - Frogger Beyond
  - Frogger's Adventures: The Rescue
  - International Superstar Soccer 3
  - Metal Gear Solid 2: Substance
  - Pro Evolution Soccer 3
  - Silent Hill 3
  - Teenage Mutant Ninja Turtles
  - Yu-Gi-Oh! Power of Chaos: Yugi the Destiny
  - Zone of the Enders: The 2nd Runner (cancel·lat)
- 2004
  - Pro Evolution Soccer 4
  - Silent Hill 4: The Room
  - Teenage Mutant Ninja Turtles 2: Battle Nexus
  - Yu-Gi-Oh! Power of Chaos: Kaiba the Revenge
  - Yu-Gi-Oh! Power of Chaos: Joey the Passion
- 2005
  - Crime Life: Gang Wars
  - Pro Evolution Soccer 5
  - Teenage Mutant Ninja Turtles Mutant Melee
  - Yu-Gi-Oh! Online
- 2006
  - Pro Evolution Soccer 6
  - The Regiment
  - Winx Club

## Famicom / NES
- 1983
  - Antarctic Adventure
- 1985
  - Hyper Sports
  - Road Fighter
  - Yie-Ar Kung Fu
- 1986
  - Ganbare Goemon (només al Japó)
  - Goonies, The (només al Japó)
  - Gradius
  - Twinbee
- 1987
  - Castlevania
  - Double Dribble
  - Getsufuu Maden (només al Japó)
  - Goonies II, The
  - Rush'n Attack
  - Salamander (videojoc) / Life Force
  - Top Gun
  - Stinger (Moero Twinbee al Japó)
  - Track & Field
  - King Kong 2: Ikari no Megaton Punch (només al Japó)
- 1988
  - Contra
  - Metal Gear
  - Top Gunner
  - Track & Field II
  - Castlevania II: Simon's Quest
  - Gradius II
  - Konami Wai Wai World (només al Japó)
  - Blades of Steel
  - Skate or Die!
  - Gyruss
  - Q-Bert
- 1989
  - Adventures of Bayou Billy, The
  - Teenage Mutant Ninja Turtles
  - Top Gun II
  - Jack Nicklaus Golf
  - Defender of the Crown
  - Kings of the Beach (videojoc d'Electronic Arts)
  - Silent Service (desenvolupat per Rare)
  - Twinbee 3: Poko Poko Daimaou
- 1990
  - Super C
  - Castlevania III: Dracula's Curse (llançat com a Akumajou Densetsu al Japó, 1989; Europa, 1992)
  - Mission: Impossible
  - Mouryou Senki Madara
  - Snake's Revenge
  - Rollergames
  - Ski or Die
  - TMNT 2: The Arcade Game
- 1991
  - Base Wars
  - Bill Elliott's NASCAR Challenge
  - Bucky O'Hare
  - Crisis Force
  - Akumajou Special: Boku Dracula-kun
  - Lagrange Point
  - Laser Invasion
  - The Lone Ranger
  - Monster in My Pocket
  - Nightshade
  - Pirates
  - Tiny Toons Adventures
  - Teenage Mutant Ninja Turtles III: The Manhattan Project
  - Wai Wai World 2: SOS!! Parsley Castle
  - Where in the World is Carmen Sandiego?
  - Yume Penguin Monogatari
- 1992
  - King's Quest 5
  - Contra Force
  - Esper Dream 2 - Aratanaru Tatakai
  - Tiny Toon Adventures Cartoon Workshop
  - Batman Returns
- 1993
  - Bio Miracle Bokutte Upa
  - Tiny Toon Adventures 2: Trouble in Wackyland
  - TMNT: Tournament Fighters
  - Zen: Intergalactic Ninja

## Famicom Disk System
- 1986
  - TwinBee
  - Moero! Twinbee (Stinger)
  - Akumajou Dracula (Castlevania)
- 1987
  - Dracula II: Noroi no Fuuin (Castlevania II: Simon's Quest)
  - Armana no Kiseki
  - Falsion
  - Esper Dream
- 1988
  - Bio Miracle Bokutte Upa
  - Gyruss
  - Konami Ice Hockey (Blades of Steel)
  - Exciting Soccer: Konami Cup

## Super NES
- 1991
  - Gradius III (1990 per la Super Famicom)
  - Legend of the Mystical Ninja
  - Super Castlevania IV
- 1992
  - Axelay
  - Cybernator (Assault Suits Valken in Japan)
  - Parodius
  - Prince of Persia
  - Super Probotector: Alien Rebels
  - Teenage Mutant Hero Turtles IV: Turtles in Time
  - Tiny Toon Adventures: Buster Busts Loose
- 1993
  - Batman Returns
  - Ganbare Goemon 2
  - Lethal Enforcers
  - Mouryou Senki Madara 2
  - NFL Football
  - Pop'n Twinbee
  - Sunset Riders
  - Teenage Mutant Hero Turtles: Tournament Fighters
  - Zombies Ate My Neighbours
- 1994
  - Adventures of Batman & Robin
  - Animaniacs
  - Biker Mice From Mars
  - Ganbare Goemon 3
  - Gokujō Parodius! ～Kako no Eikō o Motomete～
  - International Superstar Soccer
  - Jikkyou Powerful Pro Yakyuu '94
  - Twinbee: Rainbow Bell Adventures
  - Sparkster
  - Tiny Toon Adventures: Wacky Sports Challenge (SNES)
  - Tsuyoshi Shikkarai Shinasai: Taisen Puzzle-dama
- 1995
  - Castlevania: Vampire's Kiss
  - Ganbare Goemon 4
  - International Superstar Soccer Deluxe
  - Jikkyō Oshaberi Parodius
  - Jikkyou Powerful Pro Yakyuu 2
  - Metal Warriors
  - NBA Give 'n Go
- 1996
  - Jikkyou Power Pro Wrestling '96: Max Voltage
  - Jikkyou Powerful Pro Yakyuu '96 Kaimaku Han
  - Jikkyou Powerful Pro Yakyuu 3
  - Tokimeki Memorial
- 1997
  - Jikkyou Powerful Pro Yakyuu 3 '97 Haru
- 1998
  - Jikkyou Powerful Pro Yakyuu: Basic Han '98

## Nintendo 64
- 1997
  - Deadly Arts
  - International Super Star Soccer 64
- 1998
  - Castlevania 64
  - International Super Star Soccer '98
  - Mystical Ninja Starring Goemon
  - NBA In The Zone '98
  - Nagano Winter Olympics '98
  - Holy Magic Century (també Quest 64)
  - NHL Blades of Steel '99
  - Rakuga Kids
- 1999
  - Castlevania: Legacy of Darkness
  - Goemon's Great Adventure
  - Hybrid Heaven

## Nintendo GameCube
- 2002
  - Winning Eleven 6: Final Evolution
- 2003
  - Teenage Mutant Ninja Turtles
- 2004
  - Metal Gear Solid: The Twin Snakes
  - Teenage Mutant Ninja Turtles 2: Battle Nexus
- 2005
  - Dance Dance Revolution: Mario Mix
  - Teenage Mutant Ninja Turtles Mutant Melee
  - Teenage Mutant Ninja Turtles 3: Mutant Nightmare

## Wii
- Elebits
- Dewy's Adventure
- Wing Island
- Kororinpa: Marble Mania
- Dance Dance Revolution Hottest Party
- Super Castlevania IV (Virtual Console)
- Contra III: The Alien Wars(Virtual Console)
- Gradius (Virtual Console)
- Teenage Mutant Ninja Turtles (Virtual Console)
- TBA[2]

Konami està actualment treballant en un videojoc de futbol (probablement el PRO EVOLUTION SOCCER 7) i un videojoc de beisbol.

## SG-1000
- 1984
  - Hyper Sports
  - Mikie

## Sega Mega Drive
- 1990
  - Junction
- 1992
  - Sunset Riders
  - Teenage Mutant Ninja Turtles: The Hyperstone Heist
- 1993
  - Lethal Enforcers
  - Rocket Knight Adventures
  - Teenage Mutant Ninja Turtles: Tournament Fighters
  - Tiny Toon Adventures: Buster's Hidden Treasure
  - Zombies Ate My Neighbors
- 1994
  - Animaniacs
  - Castlevania: Bloodlines
  - Contra: Hard Corps
  - Double Dribble: The Playoff Edition
  - Lethal Enforcers II: Gunfighters
  - Sparkster: Rocket Knight Adventures 2
  - Tiny Toon Adventures: ACME All-Stars
  - Tiny Toon Adventures: ACME Animation Studio
- 1996
  - International Superstar Soccer Deluxe

## Sega Mega CD
- 1993
  - Lethal Enforcers
- 1994
  - Lethal Enforcers II: Gunfighters
  - Snatcher

## Sega Saturn
- 1995
  - Chibi Maruko-Chan: No Taisen Puzzle Dama
  - Detana Twinbee Yahho! Deluxe Pack
  - Eisei Meijin
  - Gokujō Parodius Da! Deluxe Pack
  - Jikkyō Powerful Pro Yakyū '95
  - Kumite
- 1996
  - Bottom of the 9th
  - Contra: Legacy of War
  - Eisei Meijin II
  - Gradius Deluxe Pack
  - Jikkyō Oshaberi Parodius: Forever with Me
  - Policenauts
  - Sexy Parodius
  - Snatcher
  - Tokimeki Memorial: Forever With You
  - Tokimeki Memorial Taisen: Puzzle Dama
- 1997
  - Broken Helix
  - Crypt Killer
  - Jikkyō Powerful Pro Yakyū S
  - Salamander Deluxe Pack Plus
  - Tokimeki Memorial Drama Series Vol. 1: Nijiiro no Seishun
  - Tokimeki Memorial Selection: Fujisaki Shiori
  - Tokimeki Memorial Taisen: Tokkae Dama
  - Vandal Hearts
- 1998
  - Akumajō Dracula X: Gekka no Yasōkyoku (Castlevania: Symphony of the Night)
  - Genso Suikoden
  - J-League Jikkyō Honoo no Striker
  - Konami Antiques MSX Collection Ultra Pack
  - Tokimeki Memorial Drama Series Vol. 2: Irodori no Love Song
  - Yoshimura Shogi
- 1999
  - Tokimeki Memorial Drama Series Vol. 3: Tabidachi no Uta

## Dreamcast
- 1999
  - Airforce Delta
  - Dancing Blade: Katte ni Momo Tenshi
  - Dancing Blade: Katte ni Momo Tenshi II - Tears Of Eden
  - Eisei Meijin III
  - Pop'n Music
  - Pop'n Music 2
- 2000
  - Castlevania: Resurrection (cancel·lat)
  - Dance Dance Revolution 2ndMIX
  - Dance Dance Revolution CLUB VERSION Dreamcast Edition
  - ESPN International Track & Field
  - ESPN NBA 2Night
  - Jikkyō Powerful Pro Yakyū Dreamcast Edition
  - Nightmare Creatures II
  - Pop'n Music 3 Append Disc
  - Pop'n Music 4 Append Disc
  - Silent Scope
  - The Grinch
  - The Mummy (cancel·lat)
  - Woody Woodpecker Racing (cancel·lat)

## PlayStation
- 1995
  - Tokimeki Memorial: Forever With You
- 1996
  - Bottom of the Ninth
  - Contra: Legacy of War
  - The Final Round
  - Goal Storm
  - Gradius Deluxe Pack
  - International Superstar Soccer Deluxe
  - International Track & Field,
  - NBA: In the Zone
  - NFL Full Contact
  - Parodius
  - Policenauts
  - Policenauts Private Collection
  - Project Overkill
  - Road Rage
  - Suikoden
- 1997
  - Broken Helix
  - Castlevania: Symphony of the Night
  - Crypt Killer
  - Goal Storm '97
  - Gradius Gaiden
  - International Super Star Soccer Pro
  - Lethal Enforcers I & II
  - Midnight Run
  - Nagano Winter Olympics '98
  - Poy Poy
  - Vandal Hearts
  - Salamander Deluxe Pack Plus
- 1998
  - Azure Dreams
  - Bishi Bashi Special
  - Bottom of The 9th '99
  - C: The Contra Adventure
  - Dancing Blade Katteni Momotenshi!
  - G-Shock
  - International Superstar Soccer '98
  - Kensei: Sacred Fist
  - Metal Gear Solid
  - Nagano Winter Olympics '98
  - NBA In The Zone '98
  - Poitter's Point 2
- 1999
  - Blades of Steel '99
  - Dancing Blade Katteni Momotenshi II ~Tears of Eden~
  - Fisherman's Bait: A Bass Challenge
  - GuitarFreaks
  - Gungage
  - International Track & Field 2000
  - Konami Arcade Classics
  - Metal Gear Solid: VR Missions
  - NBA In the Zone '99
  - Poy Poy 2
  - Silent Hill
  - Soul of the Samurai (anomenat Ronin Blade a Europa)
  - Suikoden II
  - Tokimeki Memorial 2
  - Vandal Hearts II
- 2000
  - ESPN Great Outdoor Games: Bass Fishing
  - ESPN MLS Game Night
  - The Grinch
  - ISS Pro Evolution
  - The Mummy
  - NHL Blades of Steel 2000
  - Winning Eleven 2000
  - Woody Woodpecker Racing
- 2001
  - Castlevania Chronicles
  - Dance Dance Revolution (1stMIX)
  - Dance Dance Revolution Disney Mix
  - F1 World Grand Prix 2000
  - ISS Pro Evolution 2
- 2002
  - Dance Dance Revolution KONAMIX
  - Dancing Stage Party Edition
  - Martial Beat
  - Yu-Gi-Oh! Forbidden Memories
  - Winning Eleven 2002.
- 2003
  - Pinobee

## PlayStation 2
- 2000
  - 7 Blades
  - DrumMania
  - ESPN International Track & Field
  - ESPN X-Games Snowboarding
  - Gradius III & IV
  - Guitar Freaks 3rd Mix & DrumMania 2nd Mix
  - Silent Scope
  - Winning Eleven 5

- 2001
  - Ephemeral Fantasia
  - ESPN MLS ExtraTime
  - ESPN NBA 2Night
  - ESPN NFL Primetime 2002
  - ESPN National Hockey Night
  - ESPN X-Games Skateboarding
  - Frogger: The Great Quest
  - Metal Gear Solid 2: Sons of Liberty
  - ParaParaParadise
  - Police 911
  - Pro Evolution Soccer
  - Ring of Red
  - Shadow of Memories
  - Silent Hill 2
  - Silent Scope 2
  - Tokimeki Memorial 3
  - Winning Eleven 6
  - Zone of the Enders

- 2002
  - Contra: Shattered Soldier
  - DDRMAX: Dance Dance Revolution
  - ESPN International Winter Sports
  - ESPN NBA 2Night 2002
  - ESPN Winter X-Games Snowboarding 2002
  - Evolution Skateboarding
  - Evolution Snowboarding
  - Konami's Moto-X
  - NBA Starting Five
  - Silent Scope 3
  - Suikoden III
  - Whiteout
  - WTA Tour Tennis
  - Tokimeki Memorial Girl's Side
  - Winning Eleven 6: Final Evolution

- 2003
  - Castlevania: Lament of Innocence
  - Dreammix TV World Fighters
  - Dancing Stage Megamix
  - Fisherman's Challenge
  - Frogger Beyond
  - K-1 World Grand Prix
  - Metal Gear Solid 2: Substance
  - Silent Hill 3
  - Teenage Mutant Ninja Turtles
  - Tour de France: Centenary Edition
  - Yu-Gi-Oh! The Duelists of the Roses
  - Zone of the Enders: The 2nd Runner

- 2004
  - Deadly skies III (AirForce Delta)
  - Cy Girls (ESRB→ M)
  - Flame of Recca: Final Burning
  - Gradius V
  - Meine Liebe
  - Metal Gear Solid 3: Snake Eater
  - Neo Contra
  - Silent Hill 4: The Room
  - Suikoden IV
  - Teenage Mutant Ninja Turtles 2: Battle Nexus
  - U Move Super Sports
  - Winning Eleven 7 International
  - Winning Eleven 8

- 2005
  - Castlevania: Curse of Darkness
  - Enthusia Professional Racing
  - Metal Gear Solid 3: Subsistence
  - Nano Breaker
  - Rumble Roses
  - S.L.A.I.: Steel Lancer Arena International
  - Suikoden Tactics
  - Teenage Mutant Ninja Turtles 3: Mutant Nightmare
  - Winning Eleven 9
  - OZ - Over Zenith (Japan and Europe only)

- 2006
  - Beatmania
  - Suikoden V
  - Negima!? 3rd Time

- 2007
  - Negima!? Dreaming Princess

## PlayStation 3
- Upcoming
  - Metal Gear Solid 4: Guns of the Patriots
  - Silent Hill 5
  - Gradius VI
  - Zone of the Enders 3

## Sharp X68000
- 1986
  - Salamander
  - TwinBee (year To be determined)
- 1987
  - Gradius
- 1989
  - A-Jax
- 1990
  - Quarth
- 1991
  - Parodius
  - Detana!! TwinBee
  - Bells and Whistles
- 1992
  - Gradius 2
  - Nama Baseball '68
- 1993
  - Akumajō Dracula
  - Nemesis 90' Kai

## Sinclair ZX Spectrum
- 1985
  - Yie-Ar Kung Fu
  - Mikie
  - Hyper Sports
- 1986
  - Green Beret
  - Jackal
  - Konami's Ping Pong
  - Shao-Lin's Road
  - Yie Ar Kung Fu II
  - Konami's Tennis
  - Konami's Coin-Op Hits
  - Konami's Golf
- 1987
  - Combat School
  - Gryzor
  - JailBreak
  - Nemesis
  - Salamander
- 1988
  - Track and Field
  - Typhoon
  - WEC Le Mans
- 1989
  - Konami's Arcade Collection
- 1991
  - Teenage Mutant Ninja Turtles
- Never released
  - Gyruss
  - Iron Horse

## TurboGrafx-16 / PC Engine
- 1991
  - Gradius
  - Salamander
- 1992
  - Parodius
  - Gradius II: Gofer no Yabō
  - Detana!! Twinbee
  - Snatcher
- 1993
  - Akumajou Dracula X: Chi no Rondo
  - Martial Champion
- 1994
  - Tokimeki Memorial

## Xbox
- 2001
  - AirForce Delta Storm
- 2002
  - Metal Gear Solid 2: Substance
  - Shadow of Memories
  - Silent Hill 2: Restless Dreams(EUA)/Inner Fears(Europa)
- 2003
  - Teenage Mutant Ninja Turtles
- 2004
  - Silent Hill 4: The Room
  - Silent Scope Complete
  - Teenage Mutant Ninja Turtles 2: Battle Nexus
  - Winning Eleven 8 International
- 2005
  - Castlevania: Curse of Darkness
  - Teenage Mutant Ninja Turtles Mutant Melee
  - Teenage Mutant Ninja Turtles 3: Mutant Nightmare
  - Winning Eleven 9

## Xbox 360
- 2006
  - Rumble Roses XX
  - Pro Evolution Soccer 6

## Videojocs deconsoles portàtils/Game Boy
- 1989
  - The Castlevania Adventure
  - Motocross Madness
- 1990
  - Operation C
  - Quarth
  - NFL Football
  - Skate or Die: Bad 'n Rad
  - Nemesis
  - TMNT: Fall of the Foot Clan
- 1991
  - Bill Elliott's NASCAR Challenge
  - Double Dribble
  - Castlevania II: Belmont's Revenge
  - Blades of Steel
  - Nemesis II (anomenat Gradius: The Interstellar Assault a l'Amèrica del Nord)
- 1992
  - TMNT 2: Return to the Sewers
  - Top Gun: Guts and Glory
  - Track and Field
  - World Circuit Series
  - Ultra Golf
  - Tiny Toon Adventures: Babs' Big Break
- 1993
  - Zen: Intergalactic Ninja
  - Tiny Toon Adventures 2: Montana's Movie Madness
  - Kid Dracula
  - Raging Fighter
  - Batman the Animated Adventure
  - TMNT 3: Radical Rescue
- 1994
  - Contra: The Alien Wars
  - Tiny Toon Adventures: Wacky Sports Challenge
- 1995
  - Animaniacs

## Game Boy Color
- 1998
  - Ganbare Goemon Tengu-to no Gyakushu!
- 1999
  - Azure Dreams
  - Beat Breaker
  - beatmania GB
  - beatmania GB2 Gotcha Mix
  - Bullet Battlers
  - International Rally
  - International Superstar Soccer 99
  - International Track & Field
  - Kinniku Banzuke GB
  - Ganbare Goemon: Mononoke Sugoroku
  - Motocross Maniacs 2
  - NBA In The Zone
  - NBA In The Zone 2000
  - NHL Blades of Steel
  - Owarai Yoiko No Game Dou: Oyaji Sagashite 3 Choume
  - Pocket GI Stable
  - Power Pro Kun Pocket
  - Spawn
  - Survival Kids
  - Tokimeki Memorial Pocket Culture Hen
  - Tokimeki Memorial Pocket Sport Hen
  - Yu-Gi-Oh! Dark Duel Stories II
- 2000
  - Airforce Delta
  - Battle Fishers
  - beatmania GB Gotcha Mix 2
  - Cyborg Kuro Chan
  - Cyborg Kuro Chan 2
  - Dance Dance Revolution GB
  - Dance Dance Revolution GB 2
  - ESPN International Track & Field
  - ESPN National Hockey Night
  - Ganbare Goemon: Hoshizorashi Dynamites Arawaru!!
  - beatmania GB Gotcha Mix 2
  - The Grinch
  - Hunter X Hunter: Hunter no Keifu
  - International Rally
  - International Superstar Soccer 2000
  - Kinniku Banzuke GB2
  - Metal Gear: Ghost Babel
  - Millennium Winter Sports
  - The Mummy
  - NHL Blades of Steel 2000
  - pop'n music GB
  - pop'n music GB: Animated Melody
  - pop'n music GB: Disney Tunes
  - Power Pro Kun 2
  - Survival Kids 2: Dasshutsu! Futago Shima
  - Millennium Winter Sports
  - Woody Woodpecker Racing
  - Yu-Gi-Oh! Dark Duel Stories
  - Yu-Gi-Oh! Duel Monsters 4: Jounouchi Deck
  - Yu-Gi-Oh! Duel Monsters 4: Kaiba Deck
  - Yu-Gi-Oh! Duel Monsters 4: Yuugi Deck
  - Yu-Gi-Oh! Monster Capture GB
- 2001
  - Chou Gals!
  - Battle Fishers
  - Dance Dance Revolution GB3
  - Dance Dance Revolution GB Disney
  - Hunter X Hunter: Kindan no Hihou
  - Kinniku Banzuke GB 3
  - Oha Star Dance Dance Revolution GB

## Game Boy Advance
- 2001
  - Castlevania: Circle of the Moon
  - Konami Krazy Racers
  - Tanbi Musou Meine Liebe
  - Gradius Galaxies
- 2002
  - ESPN International Winter Sports 2002
  - ESPN X Games Snowboarding
  - Motocross Maniacs Advance
  - WTA Tour Tennis
  - Castlevania: Harmony of Dissonance
  - Yu-Gi-Oh! The Eternal Duelist Soul
  - Contra Advance: The Alien Wars
  - Disney Sports Soccer
  - Frogger's Adventure 2: The Lost Wand
  - Disney Sports Skateboarding
  - Disney Sports Basketball
  - Disney Sports Football
  - Konami Collector Series: Arcade Advanced
  - AirForce Delta Storm
- 2003
  - Disney Sports Snowboarding
  - Yu-Gi-Oh! Dungeondice Monsters
  - Yu-Gi-Oh! Worldwide Edition: Stairway to the Destined Duel
  - Silent Scope
  - Teenage Mutant Ninja Turtles
  - International Superstar Soccer
  - Yu-Gi-Oh!: The Sacred Cards
  - Castlevania: Aria of Sorrow
  - Boktai: The Sun Is in Your Hand
  - Ninja Five-0
- 2004
  - TMNT 2: Battle Nexus
  - Boktai 2: Solar Boy Django
  - Shaman King: Master of Spirits
- 2005
  - Boktai: Sabata's Counterattack
  - Shaman King: Master of Spirits 2

## Nintendo DS
- 2004
  - Tennis no Oujisama 2005: Crystal Drive
- 2005
  - Castlevania: Dawn of Sorrow
  - Croket! DS: Tenkuu no Yuusha tachi
  - Dragon Booster
  - Frogger Helmet Chaos
  - Ganbare Goemon: Toukai Douchuu Ooedo Tengurigaeshi no Maki
  - Lost in Blue
  - Power Pocket Koushien
  - Power Pro Kun Pocket 8
  - Tao's Adventure: Curse of the Demon Seal
  - Teenage Mutant Ninja Turtles 3: Mutant Nightmare
  - Yu-Gi-Oh! Nightmare Troubadour
- 2006
  - Iron Feather
  - Castlevania: Portrait of Ruin
  - My Frogger Toy Trials
  - Otogi-Jushi Akazukin
  - Yu-Gi-Oh! GX: Spirit Caller
- 2007
  - Yu-Gi-Oh!: World Championship 2007
  - Death Note
  - Lunar Knights
  - Lost in Blue 2
  - Konami Classics Series: Arcade Hits
  - Winning Eleven: Pro Evolution Soccer 2007
  - Steel Horizon

## PlayStation Portable
- 2004
  - Mahjong Fight Club
  - Metal Gear Acid
- 2005
  - Coded Arms
  - Frogger Helmet Chaos
  - Metal Gear Acid 2
  - Twelve
  - Winning Eleven 9: Ubiquitous Evolution
- 2006
  - Gradius Portable
  - Metal Gear Solid: Portable Ops
  - Yu-Gi-Oh! GX Tag Force
- 2007
  - Castlevania: The Dracula X Chronicles
  - Silent Hill: 0rigins

## Plug and Play
- 2006
  - My First Dance Dance Revolution
  - Konami Live! Controller - Arcade
  - Konami Live! Controller - Frogger